# Inibidor de recaptação de serotonina-noradrenalina-dopamina
Os inibidores de recaptação de serotonina-noradrenalina-dopamina (SNDRIs), também conhecidos como inibidores triplos de recaptação (TRI), são uma classe farmacológica composta por drogas que inibem a recaptação dos neurotransmissores monoamínicos: serotonina, noradrenalina e dopamina.
Seu mecanismo de ação inibe, ao mesmo tempo, a recaptação neuronal do transportador de serotonina (SERT), noradrenalina (NET) e o dopamina (DAT). A inibição da recaptação desses neurotransmissores aumenta suas concentrações extracelulares e, portanto, estimulam a neurotransmissão serotoninérgica, noradrenérgica e dopaminérgica.

## Usos clínicos

### Depressão
O transtorno depressivo maior (TDM) é uma das principais patologias que sustentam a necessidade de desenvolvimento dos SNDRIs. De acordo com a Organização Mundial da Saúde (OMS), em 2006 a depressão foi a principal causa de deficiências e a quarta maior responsável pela Carga Global de Morbidade (CGM). Estima-se que a depressão atinga a segunda posição no ranking de esperança de vida corrigida pela incapacidade por volta de 2020.

### Farmacoterapia
Os SNDRIs são utilizados quando outros fármacos não produzem os efeitos terapêuticos esperados, como em casos de depressão resistente a tratamento. Embora dois terços das pessoas respondam adequadamento ao tratamento com outros antidepressivos, um terço das pessoas responde ao placebo, e a taxa de recidiva (remissão incompleta_ devido aos sintomas de rebote são altas. Além da altaxa taxa de remissão pós-tratamento, os sintomas depressivos podem reaparecer mesmo ao decorrer das terapias de longo prazo (taquifilaxia). Além disso, os antidepressivos disponíveis atualmente provocam efeitos colaterais indesejáveis, de modo que a pesquisa médica busca compostos com menor potencial de efeitos adversos a fim de diminuir as recidivas ou desistências de tratamento.

### Outros
- Alcoolismo[13][14]
- Dependência de cocaína (por exemplo, indatralina)[15]
- Obesidade (por exemplo, amitifadina e tesofensina)[16]
- Transtorno de déficit de atenção e hiperatividade (TDAH) (NS-2359, EB-1020)[17]
- Dor crônica (por exemplo, bicifadina) [18]
- Doença de Parkinson

## Lista de SNDRIs

### Fármacos aprovados
- Mazindol, usado como anorexígeno[19]
- Nefazodona, um antidepressivo
- Sibutramina, um anorexígeno que atua como um SNDRI fraco in vitro.[19] No entanto, evidências limitadas sugerem que a sibutramina atua também como um pró-fármaco in vivo, produzindo metabólitos mais potentes.[20][21]
- Venlafaxina, um antidepressivo classificado como inibidor de recaptação de serotonina e noradrenalina (ISRSN), às vezes é classificado como SNDRI, mas seu perfil de ligação proteica é extremamente desbalaceado,[22] e sua inibição de dopamina é inexpressiva mesmo em altas doses.[23]

### SNDRIs fracos
- Cetamina - anestésico, dissociativo e droga de abuso
- Escetamina (Ketanest S) - anestésico; enantiômero S- da cetamina; ação SNDRI fraca, mas que pode potencializar seus efeitos e elevar o potencial de abuso
- Fenciclidina - anestésico, estimulante e dissociativo retirado do mercado[24]
- Tripelenamina (Piribenzamina) - anti-histamínico; SNDRI fraco; às vezes abusado por esse motivo[25][26][27][28]

### Ensaios clínicos em andamento
- Amitifadina (DOV-21.947, EB-1010) (2003) [29][30][31]
- AN788 (anteriormente NSD-788) - veja aqui para detalhes
- Ansofaxina (LY03005 / LPM570065) [32]
- Centanafadina (EB-1020) - veja aqui os detalhes da proporção de 1 a 6 a 14 para NDS
- Dasotralina (SEP-225,289) [5][33][34]
- Lu AA34893 - veja aqui (modulador SNDRI e 5-HT 2A, α 1 e 5-HT 6 )
- Lu AA37096 - veja aqui (modulador SNDRI e 5-HT 6 )
- NS-2360 - principal metabólito de tesofensina
- Tedatioxetina (Lu AA24530) - SNDRI e modulador 5-HT 2C, 5-HT 3, 5-HT 2A e α 1 [35][36]
- Tesofensina (NS-2330) (2001)

### Ensaios clínicos interrompidos
- Bicifadina (DOV-220.075) - interrompido em 1981[37][38]
- BMS-866.949
- Brasofensina (NS-2214, BMS-204,756) (1995) [39]
- Diclofensina (Ro 8-4650) (1982)[40][41]
- DOV-216.303 (2004)[42][43]
- EXP-561 (1965)[44]
- Liafensina (BMS-820.836)
- NS-2359 (GSK-372.475)[45]
- RG-7166 (2009–2012)

### Drogas projetadas
- 3-Metil-PCPy[46]
- Nafirona (O-2482, naftilpirovalerona, NRG-1) (2006) [47][48][49]

### Compostos pesquisados (não testados em humanos)
- 3,3-Difenilciclobutanamina (1978)[50]
- 3,4-Diclorotametralina (trans-(1R,4S)-sertralina ) (1980)[51]
- D-161 (2008)[52]
- Desmetilsertralina - metabólito ativo da sertralina; afinidade 76 nM para SERT, 420 nM para NET, 440 nM para DAT[53]
- DMNPC (2000)[54]
- DOV-102.677 (2006–2011)[13]
- GSK1360707F (2010) [55][56]
- Indatralina (1985)[57]
- JNJ-7925476 (2008; apareceu pela primeira vez em 1987) [58]
- JZ-IV-10 (2005)[59]
- JZAD-IV-22 (2010)[60]
- LR-5182 (1978)[61][62][63]
- Metilnaftidato (HDMP-28) (2001)[64]
- MI-4[65][66]
- PRC200-SS (2008)[67]
- SKF-83.959 (2013)[68]
- TP1 (2011)[69]
- Vários feniltropanos, como WF-23, dicloropano e RTI-55[70]
- NS9775[71]

### Extratos botânicos
- A farinha de coca contém cocaína, um alcaloide natural usado como droga de abuso
- Extrato de Ginkgo biloba (EGb761)[72]
- Erva-de-são-joão - fitoterápico com efeitos antidepressivos, extratos que atuam como SNDRIs incluem:
  - Hiperforina
  - Adperforina
  - Uliginosina B
- Extrato de orégano[73]
- Rosmarinus officinalis (alecrim), apesar de não ser um SNDRI, é um modulador triplo de monoaminas[74]
- Hederagenina[75]